# Six Pack
Six Pack — сборник песен английской группы The Police, был выпущен 9 июня 1980 года.
Сборник был издан на голубом виниле с картинками на обложке с адаптированными лейблами для этого, которые составляли главную картинку. С каждым синглом шла специальная фотография с тремя групповыми фото и тремя одиночными фото, а также с текстами песен каждой композиции на обратной стороне.
Релиз достиг 17 позиции в UK Singles Chart в июне 1980 года. После изменений в правилах чарта эта сборка уже рассматривалась как альбом с 1983 года, когда Институт Гэллапа снял компиляции из чарта, и сборник синглов Майкла Джексона стала первым сборником семидюймовых синглов, который рассматривался как альбом в чарте.

## Композиции
1. Roxanne — 3:00
2. Peanuts — 3:54
3. So Lonely — 3:10
4. No Time This Time — 3:20
5. Can’T Stand Losing You — 2:58
6. Dead End Job — 3:30
7. Message In A Bottle — 3:50
8. Landlord — 3:09
9. Walking On The Moon — 3:59
10. Visions Of The Night — 3:05
11. The Bed’s Too Big Without You — 3:30
12. Truth Hits Everybody — 2:26

## Состав
- Стинг — бас-гитара, вокал
- Энди Саммерс — гитара
- Стюард Копиленд — ударные